# 1R-алгоритм
Алгоритм 1R (OneR) — простий алгоритм формування правил для класифікації об'єкта, цей алгоритм будує правила за значенням тільки однієї незалежної змінної. Для кожного значення кожної незалежної змінної будуються правила, для даного правила обчислюється помилка — кількість об'єктів з тим самим значенням незалежної змінної, але не відповідних тому значенням залежної змінної, яка найчастіше зустрічається для даного значення незалежної змінної. У підсумку вибирається змінна по якій можна з найбільшою точністю класифікувати об'єкти. Цей алгоритм вважається найпростішим серед алгоритмів кластерного аналізу.

## Правила
count:
```
< 46.5 -> normal.
```

< 51.5 -> neptune.
< 58.5 -> normal.
< 74.5 -> neptune.
< 77.5 -> normal.
< 301.0 -> neptune.
>= 301.0 -> smurf.
(32051/32589 instances correct)
Дані правила можна представити в наступному вигляді:
```
  * якщо ( count < 46.5), то (traffic. = normal);
  * якщо ( 46.5 < count < 51.5), то (traffic. = neptune);
  * якщо ( 51.5 < count < 58.5), то (traffic. = normal);
  * якщо ( 58.5 < count < 74.5), то (traffic. = neptune);
  * якщо ( 74.5 < count < 77.5), то (traffic. = normal);
  * якщо ( 77.5 < count < 301.0), то (traffic. = neptune);
  * якщо ( count >= 301.0), то (traffic. = smurf). 
```

Незалежною змінною, по якій відбувається класифікація, є змінна count. Рядок (32051/32589 instances correct) говорить про точність результату. Точність даної моделі 98,3% що являє собою досить високий результат. Такий результат пояснюється надчутливістю методу 1R. Вибирається атрибут за яким будуть будуватися правила, так щоб помилка була найменшою. Це досягається за рахунок найбільшої кількості значень атрибута.